# 南岩国駅
南岩国駅（みなみいわくにえき）は、山口県岩国市南岩国町一丁目にある、西日本旅客鉄道（JR西日本）山陽本線の駅。

## 歴史
- 1952年（昭和27年）6月20日：日本国有鉄道山陽本線の岩国駅 - 藤生駅間に新設開業[2]。同時に東洋紡績岩国事業所への専用線が運用開始。開設にあたって東洋紡績が設置費用のかなりの部分を負担した。
- 1982年（昭和57年）10月1日：貨物（専用線発着車扱貨物）の取り扱いを廃止[3]。東洋紡績専用線も運用終了。
- 1985年（昭和60年）3月14日：荷物扱い廃止[2]。
- 1987年（昭和62年）4月1日：国鉄分割民営化により、西日本旅客鉄道（JR西日本）の駅となる[2]。
- 1992年（平成4年）11月1日：みどりの窓口営業開始[4]。
- 2006年（平成18年）：みどりの窓口の営業時間中に、窓口閉鎖時間帯導入。
- 2007年（平成19年）9月1日：ICカード「ICOCA」の利用が可能となる（岩国方面のみ）。
- 2009年（平成21年）3月14日：広島シティネットワークエリア内となる。
- 2012年（平成24年）3月17日：広島シティネットワークエリア外となる。
- 2019年（令和元年）8月中旬：南岩国駅バリアフリー化・駅舎移転整備工事開始[5]。
- 2021年（令和3年）3月20日：新駅舎の供用開始[6][7]。
- 2022年（令和4年）3月12日：当駅 - 徳山駅間でICカード「ICOCA」の利用が可能になる[8]。
- 2024年（令和6年）
  - 1月31日：みどりの窓口の営業を終了[9]。
  - 8月1日：当駅での駅員の常駐を廃止し、インターホンでの遠隔対応に変更[10][11]。

## 駅構造
単式・島式の複合型2面3線のホームを持つ地上駅。駅舎は単式の1番ホーム側にあり、島式の2・3番ホームへはエレベーター付きの跨線橋で連絡している。駅出入り口は、国道188号に面した駅舎側（西側）にある。
かつての便所は改札内が水洗式、改札外が汲み取り式であったが男女別と多機能便所に改修された。

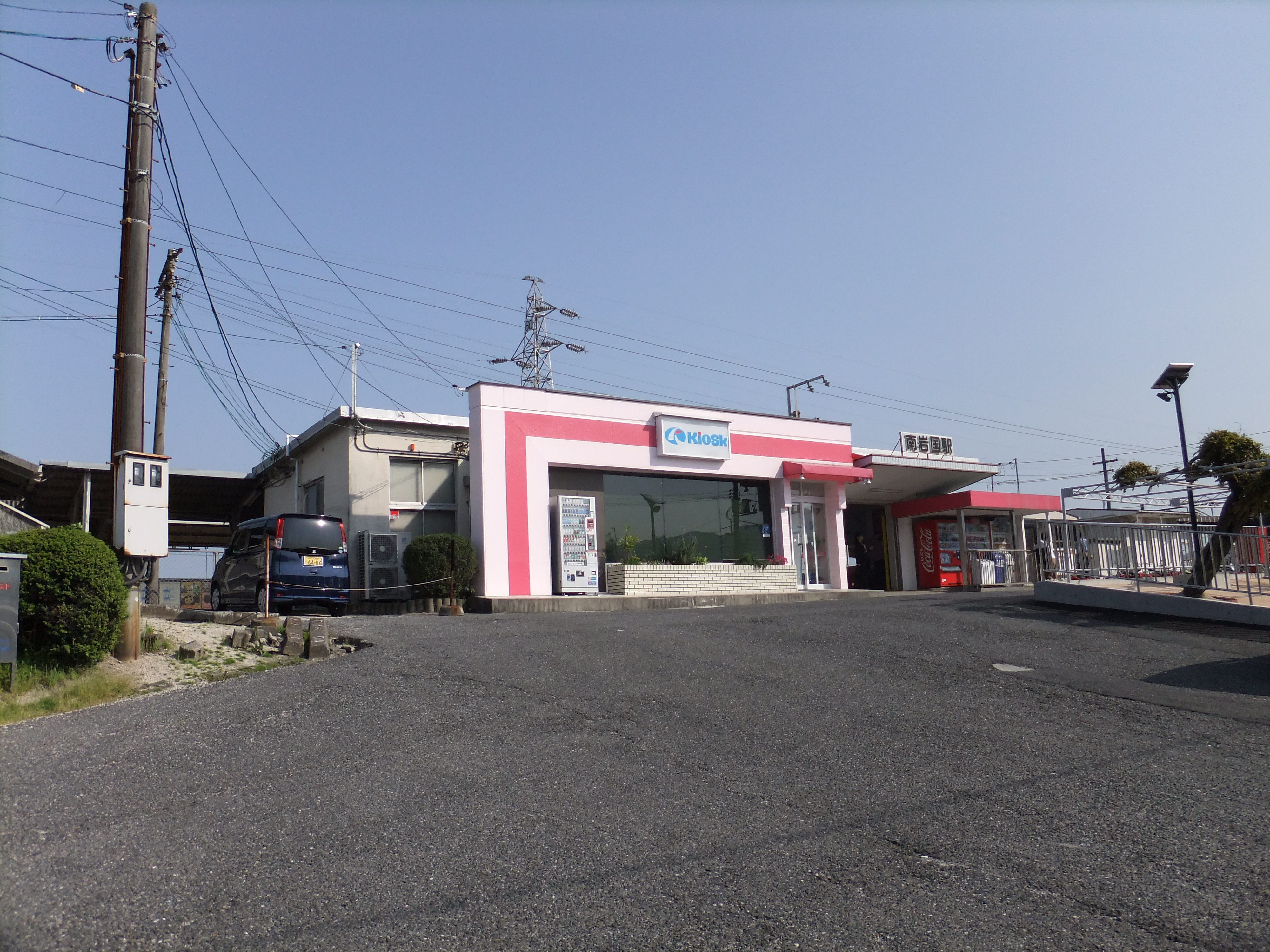
旧駅舎（2012年5月）

自動改札機は簡易式。駅員は周辺駅を含めて巡回を行うため当駅には常駐せず、改札口付近に設置されているインターホンにて対応を行う。

### のりば
| のりば | 路線      | 方向 | 行先           | 備考                    |
| ------ | --------- | ---- | -------------- | ----------------------- |
| 1      | ■山陽本線 | 上り | 岩国・広島方面 | 当駅始発は2番のりば     |
| 2・3   | ■山陽本線 | 下り | 柳井・徳山方面 | 2番のりばは一部列車のみ |

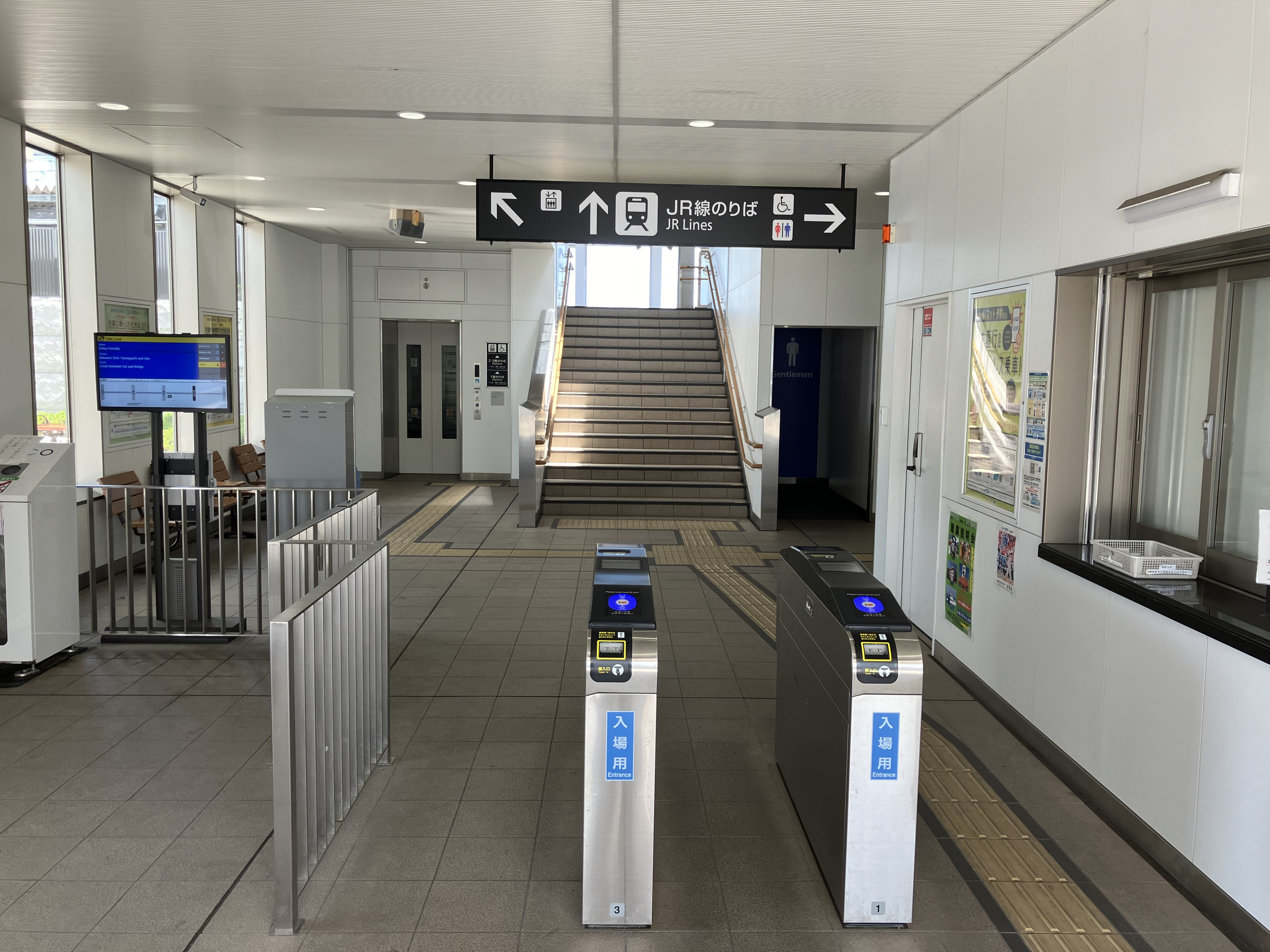
改札口 (2024年6月)
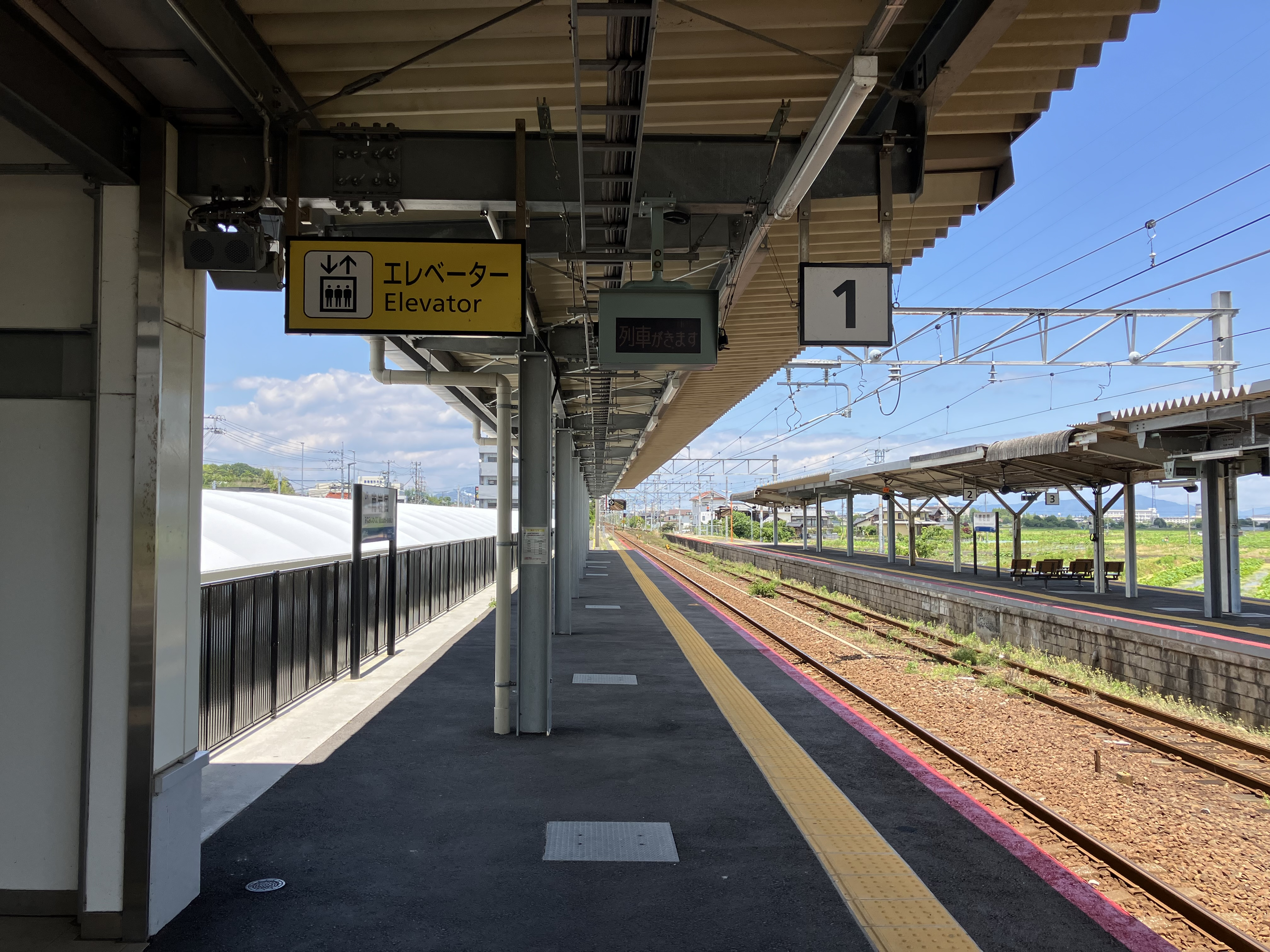
1番のりば (2024年6月)
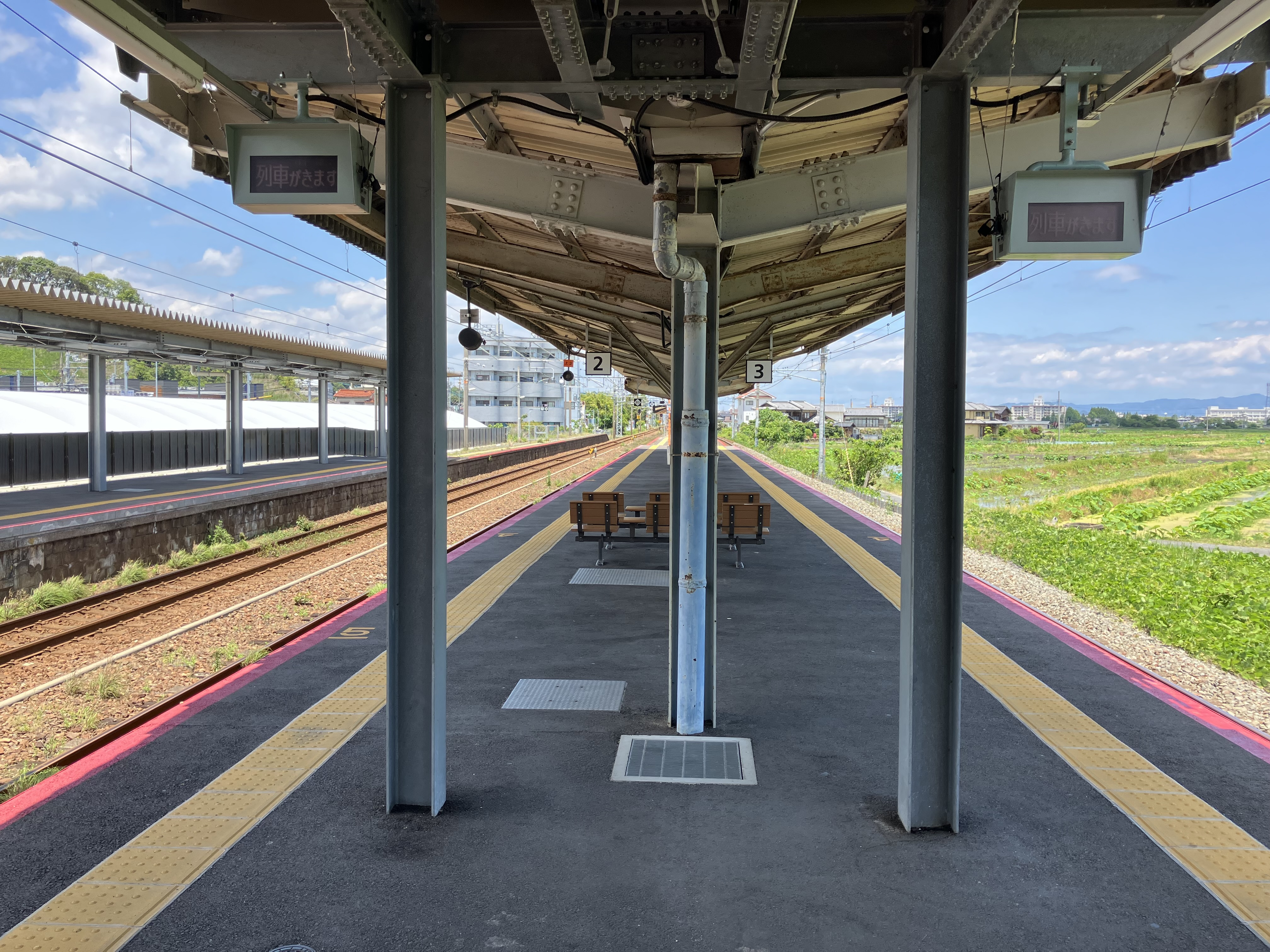
2・3番のりば (2024年6月)

## 利用状況
近年の1日平均乗車人員の推移は以下の通りである。
| 乗車人員推移       | 乗車人員推移 |
| 年度               | 1日平均人数  |
| ------------------ | ------------ |
| 1999年（平成11年） | 2,473        |
| 2000年（平成12年） | 2,385        |
| 2001年（平成13年） | 2,345        |
| 2002年（平成14年） | 2,316        |
| 2003年（平成15年） | 2,350        |
| 2004年（平成16年） | 2,291        |
| 2005年（平成17年） | 2,256        |
| 2006年（平成18年） | 2,177        |
| 2007年（平成19年） | 2,092        |
| 2008年（平成20年） | 2,038        |
| 2009年（平成21年） | 1,939        |
| 2010年（平成22年） | 1,915        |
| 2011年（平成23年） | 1,861        |
| 2012年（平成24年） | 1,812        |
| 2013年（平成25年） | 1,818        |
| 2014年（平成26年） | 1,747        |
| 2015年（平成27年） | 1,817        |
| 2016年（平成28年） | 1,839        |
| 2017年（平成29年） | 1,806        |
| 2018年（平成30年） | 1,733        |
| 2019年（令和元年） | 1,679        |
| 2020年（令和02年） | 1,476        |
| 2021年（令和03年） | 1,381        |
| 2022年（令和04年） | 1,433        |

## 駅周辺

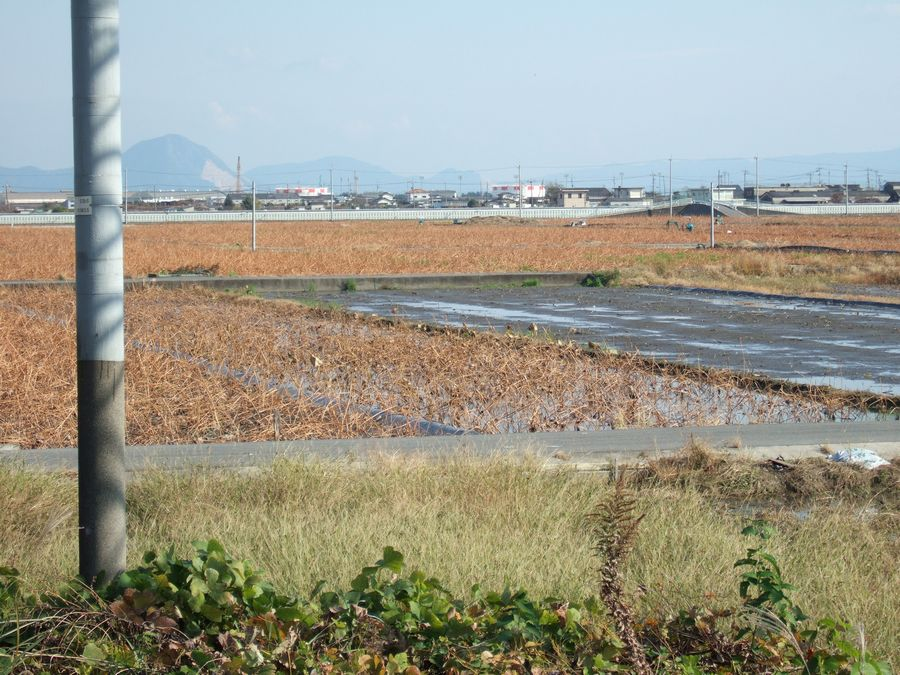
南岩国駅東側に見えるハス田（収穫期）（2006年12月）

- ゆめタウン南岩国
- フジ 南岩国店
- 高水高等学校・付属中学校
- 国道188号

### バス路線
- いわくにバス - 南岩国駅バス停留所

## 隣の駅
西日本旅客鉄道（JR西日本）
■山陽本線
岩国駅 (JR-R16) - 南岩国駅 - 藤生駅